# Renato Cinquini
Renato Cinquini, noto anche come Rob King e Jack Quintly (Padova, 18 ottobre 1921 – ...), è stato un montatore italiano, attivo dal 1950 al 1977. Ha lavorato su più di cento film durante la sua carriera.

## Filmografia
- Il figlio di d'Artagnan, regia di Riccardo Freda (1950)
- Totò cerca moglie, regia di Carlo Ludovico Bragaglia (1950)
- Figaro qua, Figaro là, regia di Carlo Ludovico Bragaglia (1950)
- Le sei mogli di Barbablù, regia di Carlo Ludovico Bragaglia (1950)
- Lebbra bianca, regia di Enzo Trapani (1951)
- Viva il cinema!, regia di Giorgio Baldaccini e Enzo Trapani (1952)
- Le avventure di Mandrin, regia di Mario Soldati (1952)
- Il sogno di Zorro, regia di Mario Soldati (1952)
- Viva la rivista!, regia di Enzo Trapani (1953)
- Un turco napoletano, regia di Mario Mattoli (1953)
- Due notti con Cleopatra, regia di Mario Mattoli (1954)
- Siluri umani, regia di Antonio Leonviola (1954)
- Donne sole, regia di Vittorio Sala (1956)
- I miliardari, regia di Guido Malatesta (1956)
- El Alamein, regia di Guido Malatesta (1957)
- Il cielo brucia regia di Giuseppe Masini (1957)
- La Gerusalemme liberata, regia di Carlo Ludovico Bragaglia (1957)
- Ballerina e Buon Dio, regia di Antonio Leonviola (1958)
- La spada e la croce, regia di Carlo Ludovico Bragaglia (1958)
- Le notti dei teddy boys, regia di Leopoldo Savona (1959)
- La duchessa di Santa Lucia, regia di Roberto Bianchi Montero (1959)
- Annibale, regia di Carlo Ludovico Bragaglia e Edgar G. Ulmer (1959)
- Agosto, donne mie non vi conosco, regia di Guido Malatesta (1959)
- L'amante del vampiro, regia di Renato Polselli (1960)
- Gli amori di Ercole, regia di Carlo Ludovico Bragaglia (1960)
- La Venere dei pirati, regia di Mario Costa (1960)
- La grande vallata, regia di Angelo Dorigo (1961)
- Totò, Peppino e... la dolce vita, regia di Sergio Corbucci (1961)
- Antinea, l'amante della città sepolta, regia di Edgar G. Ulmer e Giuseppe Masini (1961)
- Gioventù di notte, regia di Mario Sequi (1961)
- Capitani di ventura, regia di Angelo Dorigo (1961)
- Nefertite, regina del Nilo, regia di Fernando Cerchio (1961)
- Gli attendenti, regia di Giorgio Bianchi (1961)
- Gordon, il pirata nero, regia di Mario Costa (1961)
- Ursus nella valle dei leoni, regia di Carlo Ludovico Bragaglia (1962)
- Ulisse contro Ercole, regia di Mario Caiano (1962)
- Il figlio del capitan Blood (El hijo del capitán Blood), regia di Tulio Demicheli (1962)
- Il colpo segreto di d'Artagnan, regia di Siro Marcellini (1962)
- Odio mortale, regia di Franco Montemurro (1962)
- I Don Giovanni della Costa Azzurra, regia di Vittorio Sala (1962)
- La tigre dei sette mari, regia di Luigi Capuano (1962)
- La smania addosso, regia di Marcello Andrei (1962)
- Il crollo di Roma, regia di Antonio Margheriti (1963)
- Il segno del Coyote, regia di Mario Caiano (1963)
- Taur, il re della forza bruta, regia di Antonio Leonviola (1963)
- Le gladiatrici, regia di Antonio Leonviola (1963)
- La frusta e il corpo, regia di Mario Bava (1963)
- Vino, whisky e acqua salata, regia di Mario Amendola (1963)
- Giacobbe ed Esaù, regia di Mario Landi (1963)
- Canzoni nel mondo, regia di Vittorio Sala (1963)
- Il treno del sabato, regia di Vittorio Sala (1964)
- Sette contro la morte, regia di Paolo Bianchini e Edgar G. Ulmer (1964)
- 3 notti d'amore, regia di Renato Castellani, Luigi Comencini e Franco Rossi (1964)
- Appuntamento a Dallas, regia di Piero Regnoli (1964)
- Alta infedeltà, regia di Franco Rossi, Elio Petri, Luciano Salce e Mario Monicelli (1964)
- La violenza e l'amore, regia di Adimaro Sala (1965)
- Amanti d'oltretomba, regia di Mario Caiano (1965)
- Due marines e un generale, regia di Luigi Scattini (1965)
- L'uomo dalla pistola d'oro, regia di Alfonso Balcázar (1965)
- Il rinnegato del deserto, regia di Paolo Heusch e Antonio Santillán (1965)
- A 077 - Sfida ai killers, regia di Antonio Margheriti (1966)
- 100.000 dollari per Lassiter, regia di Joaquín Luis Romero Marchent (1966)
- Ringo del Nebraska, regia di Antonio Román, Mario Bava (1966)
- Password: Uccidete agente Gordon, regia di Sergio Grieco (1966)
- Rififí ad Amsterdam, regia di Sergio Grieco (1966)
- I nostri mariti, regia di Luigi Filippo D'Amico, Dino Risi e Luigi Zampa (1966)
- Che notte, ragazzi!, regia di Giorgio Capitani (1966)
- Un colpo da mille miliardi, regia di Paolo Heusch (1966)
- Quien sabe?, regia di Damiano Damiani (1966)
- Dick Smart 2.007, regia di Franco Prosperi (1967)
- Come rubare la corona d'Inghilterra, regia di Sergio Grieco (1967)
- Il tempo degli avvoltoi, regia di Nando Cicero (1967)
- ...4..3..2..1...morte, regia di Primo Zeglio (1967)
- Tiffany memorandum, regia di Sergio Grieco (1967)
- Il bello, il brutto, il cretino, regia di Giovanni Grimaldi (1967)
- L'uomo del colpo perfetto, regia di Aldo Florio (1967)
- Non sta bene rubare il tesoro, regia di Mario Di Nardo (1967)
- Professionisti per un massacro, regia di Nando Cicero (1967)
- Marinai in coperta, regia di Bruno Corbucci (1967)
- Due volte Giuda, regia di Nando Cicero (1968)
- Un treno per Durango, regia di Mario Caiano (1968)
- Ognuno per sé, regia di Giorgio Capitani (1968)
- Ringo, il cavaliere solitario, regia di Rafael Romero Marchent (1968)
- Rapporto Fuller, base Stoccolma, regia di Sergio Grieco (1968)
- Brutti di notte, regia di Giovanni Grimaldi (1968)
- Il mio corpo per un poker, regia di Piero Cristofani e Lina Wertmüller (1968)
- Quarta parete, regia di Adriano Bolzoni (1968)
- Tutto sul rosso, regia di Aldo Florio (1968)
- Il suo nome gridava vendetta, regia di Mario Caiano (1968)
- Il momento di uccidere, regia di Giuliano Carnimeo (1968)
- Uno dopo l'altro, regia di Nick Nostro (1968)
- Testa di sbarco per otto implacabili, regia di Alfonso Brescia (1968)
- ...dai nemici mi guardo io!, regia di Mario Amendola (1968)
- Ecce Homo - I sopravvissuti, regia di Bruno Gaburro (1968)
- Il terribile ispettore, regia di Mario Amendola (1969)
- Love Birds - Una strana voglia d'amare (Komm, süßer Tod), regia di Mario Caiano (1969)
- Senza via d'uscita, regia di Piero Sciumè (1970)
- Tre donne, regia di Alfredo Giannetti (1971)
- Correva l'anno di grazia 1870..., regia di Alfredo Giannetti (1972)
- La schiava io ce l'ho e tu no, regia di Giorgio Capitani (1973)
- Il domestico, regia di Luigi Filippo D'Amico (1974)
- Di mamma non ce n'è una sola, regia di Alfredo Giannetti (1974)
- Bello come un arcangelo, regia di Alfredo Giannetti (1974)
- La pupa del gangster, regia di Giorgio Capitani (1975)
- Il gatto mammone, regia di Nando Cicero (1975)
- La ragazza alla pari, regia di Mino Guerrini (1976)
- Bruciati da cocente passione, regia di Giorgio Capitani (1976)
- Milano violenta, regia di Mario Caiano (1976)
- La malavita attacca... la polizia risponde!, regia di Mario Caiano (1977)
- Pane, burro e marmellata, regia di Giorgio Capitani (1977)